# Mesolia
Mesolia là một chi bướm đêm thuộc họ Crambidae.

## Species
- Mesolia albimaculalis Hampson, 1919
- Mesolia baboquivariella (Kearfott, 1907)
- Mesolia bipunctella Wileman & South, 1918
- Mesolia huachucaella Kearfott, 1908
- Mesolia incertellus (Zincken, 1821)
- Mesolia jamaicensis Hampson, 1919
- Mesolia margistrigella Hampson, 1899
- Mesolia meyi Bassi, 2013
- Mesolia microdontalis (Hampson, 1919)
- Mesolia monodella Marion, 1957
- Mesolia nipis (Dyar, 1914)
- Mesolia oraculella Kearfott, 1908
- Mesolia pandavella Ragonot in de Joannis & Ragonot, 1889
- Mesolia pelopa (Turner, 1947)
- Mesolia plurimellus (Walker, 1863)
- Mesolia presidialis Hampson, 1919
- Mesolia rectilineella Hampson, 1899
- Mesolia scythrastis Turner, 1904
- Mesolia uniformella Janse, 1922